# Ойор
Ойор (рос. Оёр) — село Джидинського району, Бурятії Росії. Входить до складу Сільського поселення Ойорське.
Населення —  771 особа (2015 рік). 